# Speersort

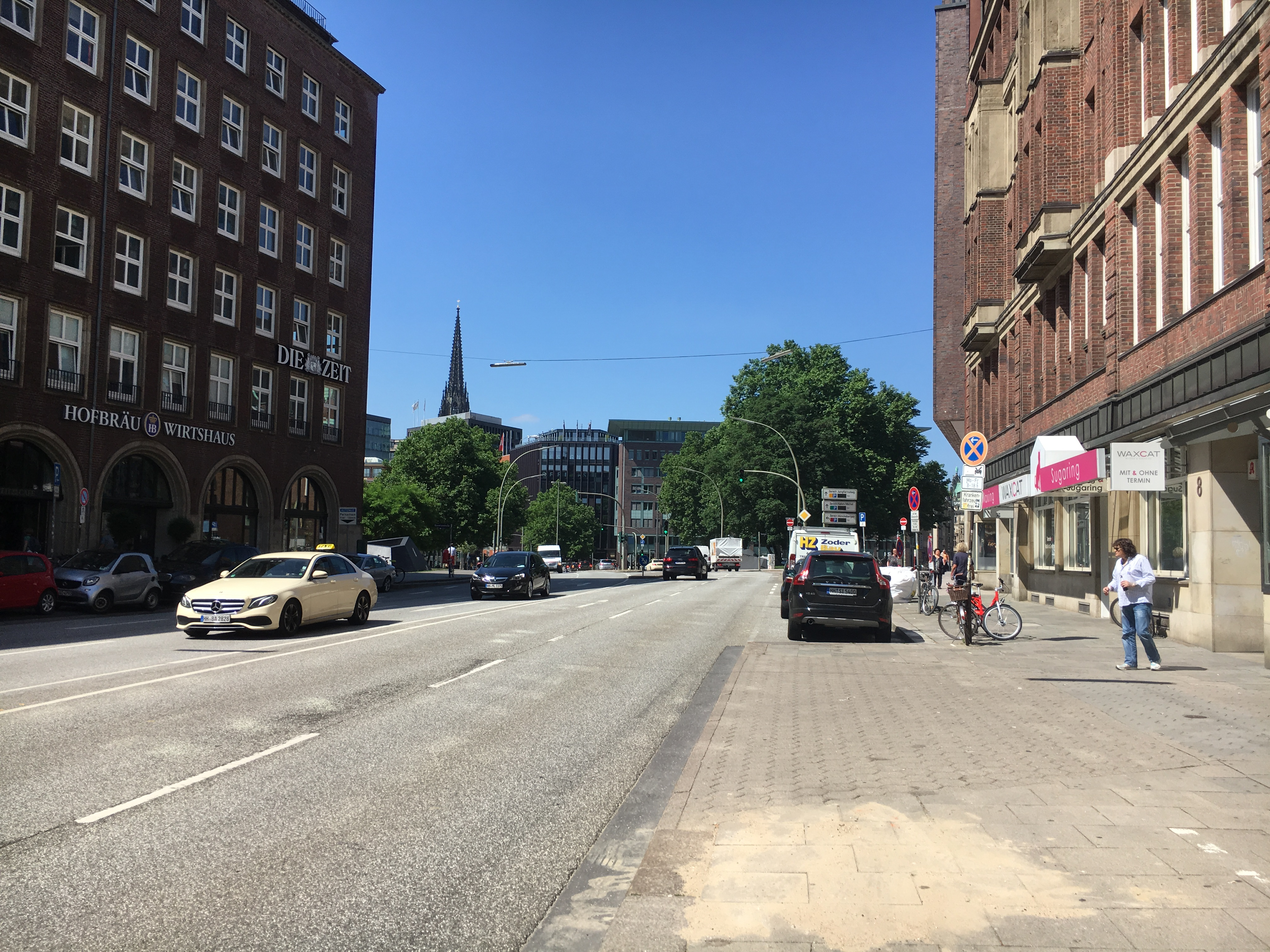
Speersort in Richtung Westen, links das Helmut-Schmidt-Haus, im Hintergrund der Turm von St. Nikolai

Speersort ist eine etwa 200 Meter lange Innerortsstraße in der Hamburger Altstadt am Rand des Kontorhausviertels. Sie beginnt in Fortführung der Steinstraße auf der Höhe Ida-Ehre-Platz/Kattrepel und verläuft von dort westwärts zwischen St. Petri-Kirche und Hammaburg-Platz (ehem. Domplatz) hindurch bis zur Rathausstraße, Ecke Bergstraße/Schmiedestraße. Auf ihrem östlichen Teilstück ist sie vierspurig ausgebaut und geht in Höhe Kreuslerstraße in die ebenfalls vierspurige Domstraße über. Diese 1955 im Zuge des autogerechten Stadtumbaus angelegte Verkehrsachse ist Teil des Hauptverkehrsstraßennetzes von Hamburg. Das westliche Teilstück des Speersorts zwischen Kreusler- und Bergstraße ist seit der letzten Umgestaltung nur noch für Busse, Taxis und Fahrradverkehr freigegeben.

## Geschichte
Der Speersort liegt im Bereich des ältesten Siedlungskerns der Stadt zwischen der Petrikirche und dem ehemaligen Hamburger Dom. Zahlreiche archäologische Fundstellen sind hier als Bodendenkmäler erfasst; Archäologen vermuten, dass hier auf dem Geestrücken schon zur Zeit der Hammaburg im 8./9. Jahrhundert ein alter Handelsweg verlief.
Über Ursprung und Bedeutung des Straßennamens kursieren verschiedene Vermutungen: Lange Zeit galt er wegen der Nähe zur Petrikirche als Kontraktion von St. Peters Ort und wurde deshalb etwa im 18. Jahrhundert ausdrücklich mit großen P geschrieben. Eine andere Deutung führt den Namen auf einen Bürger namens Ditmar Speer zurück, der 1468 an diesem Ort ein Eckgrundstück erwarb. Allerdings war der Name speresord auch schon lange vorher in Gebrauch, bezeichnete aber vom Ende des 13. bis Mitte des 15. Jahrhunderts eine viel weiter östlich gelegene Gegend beim heutigen Hopfensack.

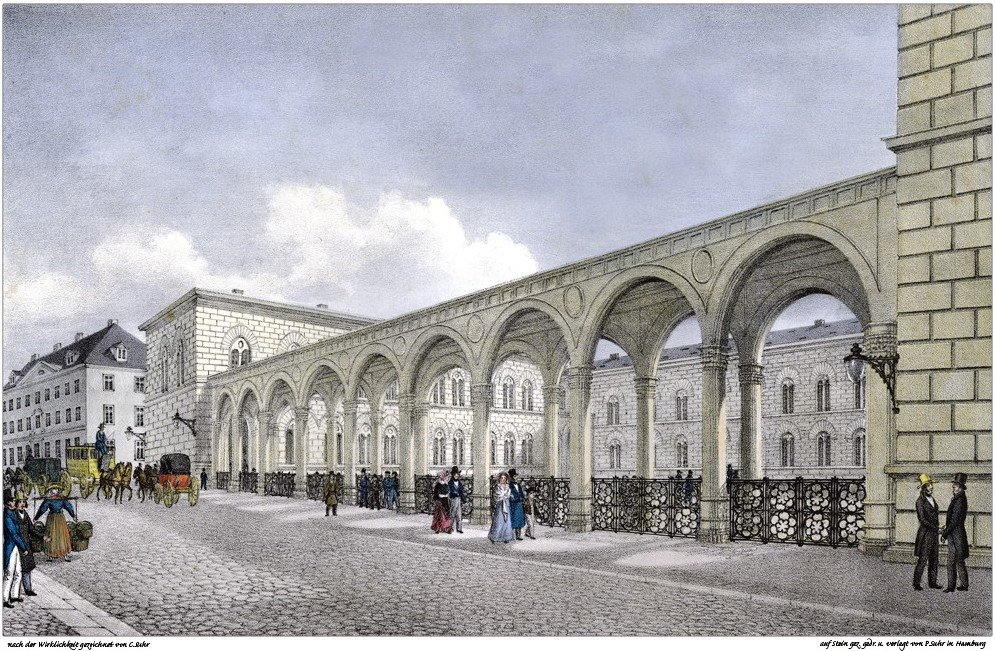
Ansicht des Johanneums vom Speersort 1840, Lithografie der Gebrüder Suhr

Nach dem Abriss des Doms im Jahr 1806 erbaute man 1838 auf dem Gelände des heutigen Hammaburg-Platzes das Johanneum, in dem neben der gleichnamigen Schule auch das Akademische Gymnasium, die Stadtbibliothek (die heutige Staats- und Universitätsbibliothek) sowie mehrere wissenschaftliche Sammlungen untergebracht waren. Im Zweiten Weltkrieg wurde es bei den Bombenangriffen 1943 größtenteils zerstört, die Reste 1955 für den Bau der Domstraße beseitigt. Aus dem 17. Jahrhundert ist noch das Portal des Hauses Speersort 12/14 erhalten, das sich heute im Schmuckgarten des Museums für Hamburgische Geschichte befindet. Ebenfalls am Speersort befand sich ab 1831 das Stammhaus der Schokoladenfabrik Reese & Wichmann, ehe diese 1908 in den Stadtteil Hammerbrook umzog.

## Gebäude
An der Straße stehen mehrere markante Gebäude:

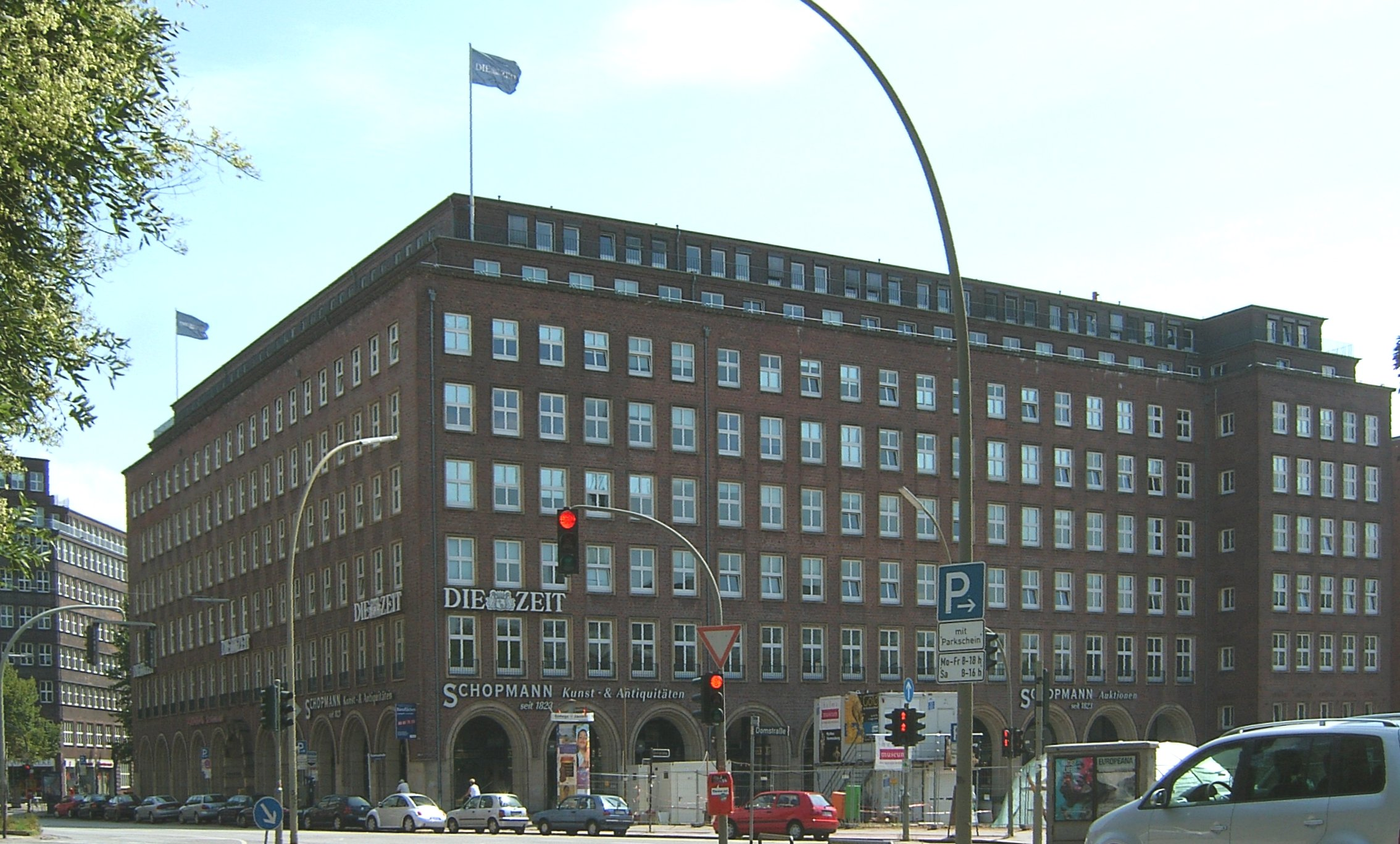
Helmut-Schmidt-Haus, Speersort 1 (2006)

- Mit der Hausnummer 1 zwischen Kattrepel und Hammaburg-Platz erstreckt sich das Helmut-Schmidt-Haus (bis 2016 Pressehaus), das 1938 von Rudolf Klophaus für das nationalsozialistische Hamburger Tageblatt erbaut wurde. Nach dem Krieg waren hier bis in die 1960er Jahre mehrere Verlage und Redaktionen untergebracht (darunter Spiegel, Stern), heute wird es noch von der Redaktion der Wochenzeitung Die Zeit genutzt.

- Das Wattyhaus (Speersort 6) ist ein Kontorhaus aus dem Jahr 1911 mit auffälliger rot-weißer Klinkerfassade.

- Im Untergeschoss des 2011 neu errichteten Bürohauses St. Petri-Hof (Speersort 10, Ecke Kreuslerstraße) ist der sogenannte Bischofsturm zu besichtigen, ein ringförmiges Turmfundament aus dem 12. Jahrhundert, das als ältester erhaltener Rest eines Steingebäudes in der Innenstadt gilt. Er wurde bei seiner Entdeckung 1962 zunächst als Fundament eines bischöflichen Wohnturms gedeutet, gilt heute aber als Fundament des ältesten Hamburger Stadttores (Marien- oder Schultor).[3]